# Premio Salem
Il premio Salem (Salem Prize), in onore di Raphael Salem, è assegnato annualmente a un giovane studioso autore di importanti lavori nell'ambito dell'analisi matematica.

## Vincitori
- 1968 Nicholas Varopoulos
- 1969 Richard Hunt
- 1970 Yves Meyer
- 1971 Charles Fefferman
- 1972 Thomas Körner
- 1973 Evgenii Mikhailovich Nikishin
- 1974 Hugh Montgomery
- 1975 William Beckner
- 1976 Michael R. Herman
- 1977 S. V. Bockarev
- 1978 Björn E. Dahlberg
- 1979 Gilles Pisier
- 1980 Stylianos Pichorides
- 1981 Peter Jones
- 1982 Alexei B. Aleksandrov
- 1983 Jean Bourgain
- 1984 Carlos Kenig
- 1985 Thomas Wolff
- 1986 Nikolai Makarov
- 1987 Guy David & Jean Lin Journe
- 1988 Alexander Volberg & Jean-Christophe Yoccoz
- 1989 non assegnato
- 1990 Sergei Konyagin
- 1991 Curtis T. McMullen
- 1992 Mitsuhiro Shishikura
- 1993 Sergei Treil
- 1994 Kari Astala
- 1995 Hakan Eliasson
- 1996 Michael Lacey & Christoph Thiele
- 1997 non assegnato
- 1998 Trevor Wooley
- 1999 Fedor Nazarov
- 2000 Terence Tao
- 2001 Oded Schramm & Stanislav Smirnov
- 2002 Xavier Tolsa
- 2003 Elon Lindenstrauss & Kannan Soundararajan
- 2004 non assegnato
- 2005 Ben J. Green
- 2006 Stefanie Petermichl & Artur Ávila
- 2007 Akshay Venkatesh
- 2008 Bo'az Klartag & Assaf Naor
- 2009 non assegnato
- 2010 Nalini Anantharaman
- 2011 Dapeng Zhan e Julien Dubedat